# Beata Brookes
Beata (Beate Ann) Brookes (ur. 21 stycznia 1930 w Rhuddlan, zm. 17 sierpnia 2015 w Wrexham) – brytyjska (walijska) polityk, samorządowiec i urzędniczka, posłanka do Parlamentu Europejskiego I i II kadencji.

## Życiorys
Pochodziła z rodziny rolniczej, córka George’a i Gwendoline. Kształciła się w Lowther College w Abergele i w Bangor University, a także w ramach stypendium Departamentu Stanu Stanów Zjednoczonych. Pracowała jako rolnik, sekretarka w przedsiębiorstwie turystycznym i researcher w telewizji HTV, później była pracownicą socjalną hrabstwa Denbighshire. Wchodziła w skład walijskich organów zajmujących się nadzorem nad działalnością szpitali i pomocą niepełnosprawnych, w latach 80. i 90. kierowała walijską radą ds. konsumentów. Prowadziła także bazar na terenie swojej nieruchomości.
Zaangażowała się w działalność polityczną w ramach Partii Konserwatywnej, zasiadała w krajowej radzie ugrupowania (National Union of Conservative and Unionist Associations). Kierowała młodzieżówką Welsh Young Conservatives, a w latach 90. Welsh Conservative Party (walijskim odłamem konserwatystów). Była nazywana „Walijską Żelazną Damą”. W 1955 wybrana do rady w Rhyl, kilkukrotnie kandydowała bez powodzenia do Izby Gmin. W 1979 i 1984 wybierana posłanką do Parlamentu Europejskiego, przystąpiła do frakcji Europejscy Demokraci. W 2013 dołączyła do Partii Niepodległości Zjednoczonego Królestwa.
Była zamężna z Anthonym Arnoldem, w 1963 rozwiedli się.

## Odznaczenia
W 1996 została komandorem Orderu Imperium Brytyjskiego.